# Rainer Wimmer (Politiker)

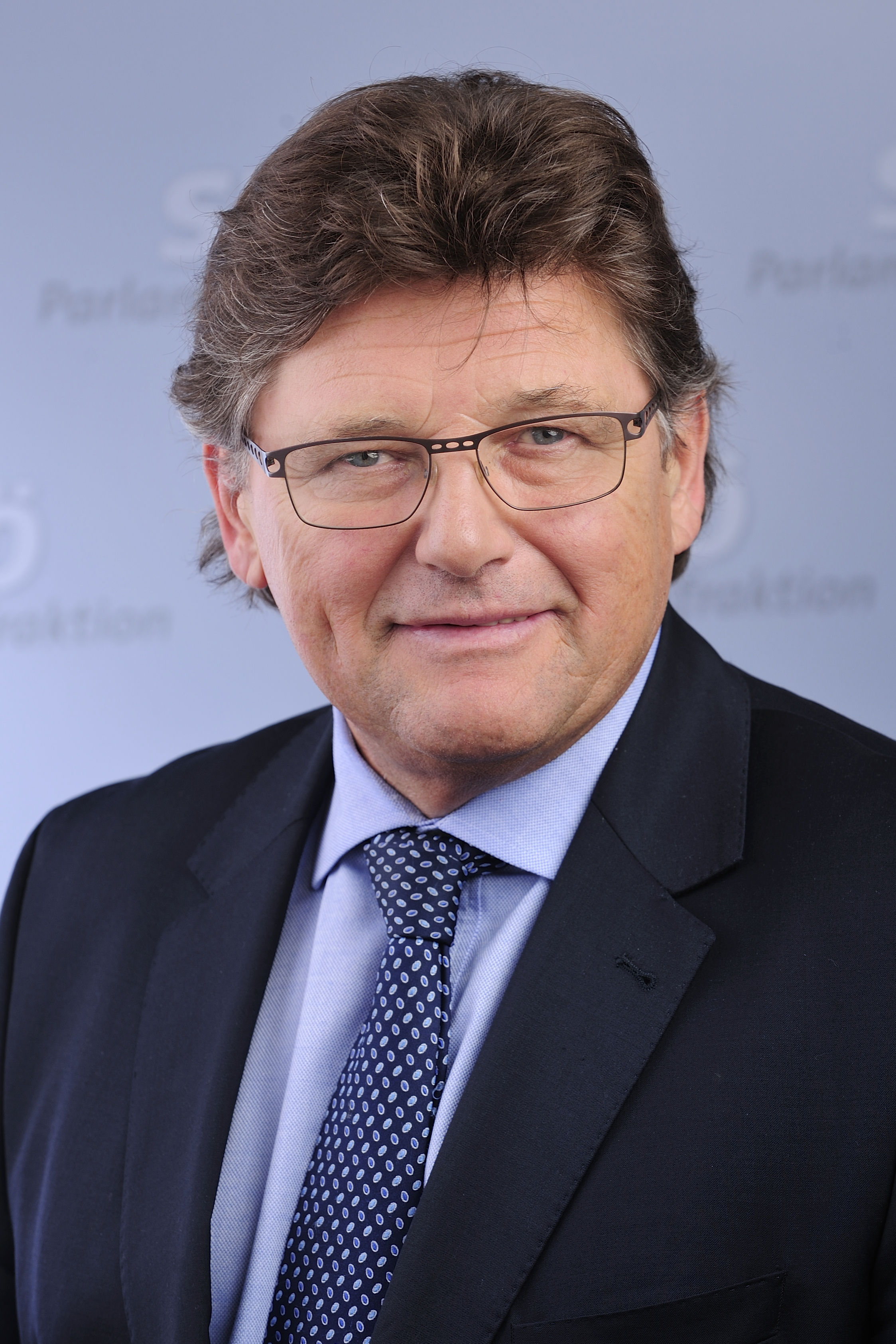
Rainer Wimmer 2014

Rainer Wimmer (* 10. August 1955 in Hallstatt, Oberösterreich; † 24. Juni 2025) war ein österreichischer Politiker (SPÖ) und Gewerkschafter (FSG) sowie ehemaliger Elektriker und Bergmann. Von November 2009 bis Juni 2023 war er Bundesvorsitzender der Gewerkschaft PRO-GE, von 2018 bis 2023 war er Vorsitzender der Fraktion Sozialdemokratischer GewerkschafterInnen (FSG). Er war von Oktober 2018 bis Oktober 2024 Abgeordneter zum österreichischen Nationalrat und war zuvor bereits von 1993 bis 2008 und von 2013 bis 2017 Nationalrats-Abgeordneter.

## Ausbildung und Beruf
Rainer Wimmer besuchte von 1961 bis 1969 die Volks- und Hauptschule und absolvierte von 1969 bis 1970 den Polytechnischen Lehrgang. Er erlernte im Anschluss von 1970 bis 1974 den Beruf des Elektrikers in einem Gewerbebetrieb und leistete 1975 den Präsenzdienst. Zwischen 1981 und 1982 absolvierte er die Sozialakademie der Kammer für Arbeiter und Angestellte.
Wimmer arbeitete von 1970 bis 1983 als Elektriker und Bergmann im Salzbergbau bei der Österreichischen Salinen AG. Von 1984 bis 2009 war er Vorsitzender des Zentralbetriebsrates der Österreichischen Salinen AG.

## Politiker
Rainer Wimmer war seit 1985 Mitglied des Gemeinderates von Hallstatt und von 1988 bis 1993 Bürgermeister der Gemeinde. Er war zudem seit 1984 Ortsparteivorsitzender der SPÖ Hallstatt und wurde 1993 zum Bezirksparteivorsitzenden der SPÖ Gmunden gewählt. Von 2001 bis 2004 war Wimmer stellvertretender Vorsitzender der Gewerkschaft Agrar, Nahrung, Genuss (ANG), von 2004 bis 2006 war er Vorsitzender der ANG. Von 2006 bis Dezember 2008 war Wimmer stellvertretender Bundesvorsitzender der Gewerkschaft Metall-Textil-Nahrung. Von 1. Dezember 1993 bis zum 27. Oktober 2008 war Rainer Wimmer SPÖ-Abgeordneter und zeitweise Schriftführer im Nationalrat. Für die Nationalratswahl 2013 kandidierte Wimmer auf Platz 14 der SPÖ-Bundesliste und war von 2013 bis 8. November 2017 abermals Abgeordneter zum Nationalrat.
Ab November 2009 war Rainer Wimmer der Bundesvorsitzende der Gewerkschaft PRO-GE. Im Juni 2018 wurde er als Nachfolger von Wolfgang Katzian zum Vorsitzenden der Fraktion Sozialdemokratischer GewerkschafterInnen (FSG) gewählt. Im Oktober 2018 folgte er Katzian auch auf dessen Nationalratsmandat und zog mit der Angelobung am 18. Oktober 2018 zum dritten Mal als Abgeordneter in den Nationalrat ein.
Im Juni 2023 folgte ihm Reinhold Binder als Vorsitzender der PRO-GE nach. Direkt nach seinem Ausscheiden ernannte ihn die PRO-GE zum Ehrenvorsitzenden. Als Vorsitzender der Fraktion Sozialdemokratischer Gewerkschafter wurde er von Josef Muchitsch abgelöst.

## Privates
Rainer Wimmer war verheiratet und Vater von drei Kindern. Er starb am 24. Juni 2025 im Alter von 69 Jahren nach kurzer, schwerer Krankheit im Kreise seiner Familie.

## Auszeichnungen
- 2003: Großes Goldenes Ehrenzeichen für Verdienste um die Republik Österreich[8]